# Mustang Wanted
Mustang Wanted (Григорий Кириленко, настоящее имя Павел Геннадьевич Ушивец; укр. Павло Геннадійович Ушивець; род. 21 января 1987, Киев, Украина) — украинский руфер, сын музыканта, рок-исполнителя собственных песен Геши (Геннадия) Ушивца. Известен выполнением экстремальных трюков на ловкость и равновесие, сложность которых заключается, прежде всего, в том, что выполняет он их на высоте — на крышах зданий и сооружений, в любую погоду и практически без обеспечения своей безопасности. Многие его трюки были засняты на видео и опубликованы на YouTube. Экстремал свою деятельность развивал на Украине, в России, в Австрии (забирался на Вотивкирхе в Вене), ОАЭ (Princess Tower в Дубае), Словакии (мост СНП в Братиславе), Германии и других странах.

## Акции в России, получившие общественный резонанс
Ночью 6 мая 2013 года Mustang Wanted во время разводки Троицкого моста в Санкт-Петербурге забрался на опору контактной трамвайной сети, стоящую в верхней части пролёта, находился там около часа. Затем зажёг фальшфейер и начал им размахивать, удерживаясь другой рукой за конструкцию опоры. Это послужило поводом внеплановой сводки моста. Сам виновник происшествия, спрыгнув в воду, добрался до берега и скрылся на ожидавшем его мотоцикле.
Утром 20 августа 2014 в 7:15 на шпиле жилого дома на Котельнической набережной, 1/15 в Москве был замечен украинский флаг, который провисел там около трех часов; также была покрашена половина звезды, венчающая шпиль высотки, в голубой цвет (которая также приобрела расцветку украинского флага).. По данному случаю было возбуждено уголовное дело по факту вандализма, позже переквалифицированное как хулиганство; по подозрению в причастности, полицией было задержано четыре гражданина России. Позже суд оправдал Александра Погребова, Алексея Широкожухова, Евгению Короткову и Анну Лепешкину. Владимира Подрезова, который был на крыше вместе с Ушивцом, приговорили к двум годам и трем месяцам лишения свободы, но затем приговор заменили на ограничение свободы. В течение 2017 года двое из фигурантов дела — Александр Погребов и Алексей Широкожухов погибли в разных горных массивах при выполнении бейз-прыжков.
22 августа на странице Mustang Wanted в Facebook было выложено следующее обращение с фотографией перекрашенной звезды и стоящего на ней руфера Мустанга.

Дорогие соотечественники, уважаемые россияне, а также доблестные охранники правопорядка города Москвы. Я, Григорий (он же Mustang Wanted), гражданин Украины, вынужден не красного словца ради сделать признание, направленное на освобождение обвиняемых в хулиганстве невиновных российских граждан, которые имеют все шансы стать жертвами широко известного своей справедливостью Российского правосудия. Я и есть тот самый человек, который в порыве искренних патриотических чувств забрался на крышу высотки на Котельнической набережной, и перекрасил украшающую её звезду в цвета нашего родного украинского флага, а затем там же поднял флаг независимой Украины, о чём у меня имеются фото и видео доказательства. Этот процесс оказался довольно трудоемким и занял у меня практически всю ночь, закончил я свой труд около 6 утра и с радостью отправился спать. Граждане России, против которых сейчас возбудили уголовное дело и которым светит 7 лет, мною не были замечены в это время на крыше здания, и стоит отметить, что мы с ними даже не знакомы. Ну как известно Российский суд — самый справедливый суд в мире!

Признаю себя виновным в «хулиганстве» и готов предстать перед этим самым судом в обмен на освобождение прекрасной смелой украинской девушки — Надежды Савченко.

Она точно ни в чём невиновна, а я-то хоть звезду покрасил

Свой поступок считаю арт-перформансом и посвящаю его Дню Независимости Украины, а также всем ребятам, которые защищают сейчас мою Родину!

Слава Україні!

С уважением, Гриша Mustang Wanted
26 августа появилась информация, что Mustang Wanted продал свои фотоматериалы с высотки на набережной телеканалу LifeNews за 5000 долларов, которые обещал направить батальону «Донбасс».
11 сентября Таганским судом Москвы было объявлено о заочном аресте и международном розыске Павла Ушивца по делу о вандализме и хулиганстве. Между тем, глава МВД Украины Арсен Аваков, получив запрос на выдачу Павла Ушивца российскому отделению Интерпола, на своей странице в фейсбуке отказал в этом, добавив, что Павел, якобы, выполнял в Москве секретное задание, за что был награждён именным оружием. При этом была выложена фотография Арсена Авакова с Павлом Ушивцом, держащим в руках пистолет. Украинский президент Пётр Порошенко также одобрил московскую акцию Mustang Wanted.
В 2015 году в честь Дня памяти и примирения Mustang Wanted надел на 62-метровую статую Родина-мать венок из красных маков.

## Реакция коллег на акции в городах России
Руферы Москвы, Петербурга и других городов России по-разному оценили его акцию. Некоторыми она была одобрена, но большинство осудило его не столько по политическим мотивам, сколько по той причине, что после его акции на объекте, и ряде других высотных объектов разных городов России была усилена охрана, а некоторые залазы были наглухо замурованы.